# Grand Var
Le Centre Commercial Grand Var est une zone commerciale située sur les communes de La Garde et de La Valette-du-Var.

## Description
Il est composé de trois bâtiments qui sont Grand Var (côté Nord), Grand Var-Est et Grand Var-Sud. Le centre commercial a ouvert son bâtiment principal en avril 1978, et s'est agrandi à plusieurs reprises.
L'ensemble est composé d'environ 120 boutiques et un centre Carrefour. Depuis sa rénovation fin 2010 le centre commercial dispose également d'espaces détente.
Grand Var est entourée d'une zone commerciale s'étendant sur les communes de La Garde et La Valette-du-Var, c'est la cinquième zone commerciale de France en termes de superficie.

## Accès

### Par transports en commun
La zone Grand Var est joignable par les bus du Réseau Mistral avec les lignes U, 19, 55, 103, 129 et 191 à certaines heures[réf. souhaitée]. Le vendredi et samedi soir, la ligne nocturne 19 dessert la zone à partir de Toulon (arrêt au bowling et le cinéma Pathé la Valette-Du-Var)[réf. nécessaire].

### Par véhicule[réf.nécessaire]
L'accès à Grand Var est possible grâce à l'A57 et la sortie no 5 La Bigue. Un autre accès est possible par l'ex N98 grâce aux bretelles d'accès (2 échangeurs).